# Zacarías Santamaría Aramendía
Zacarías Santamaría Aramendía (Oteiza de la Solana, Navarra, 10 de juny de 1897 - Monasterio de Santa María la Real de la Oliva, Carcastillo, 20 d'agost de 1986) fou un monjo i místic navarrès.

## Notes biogràfiques

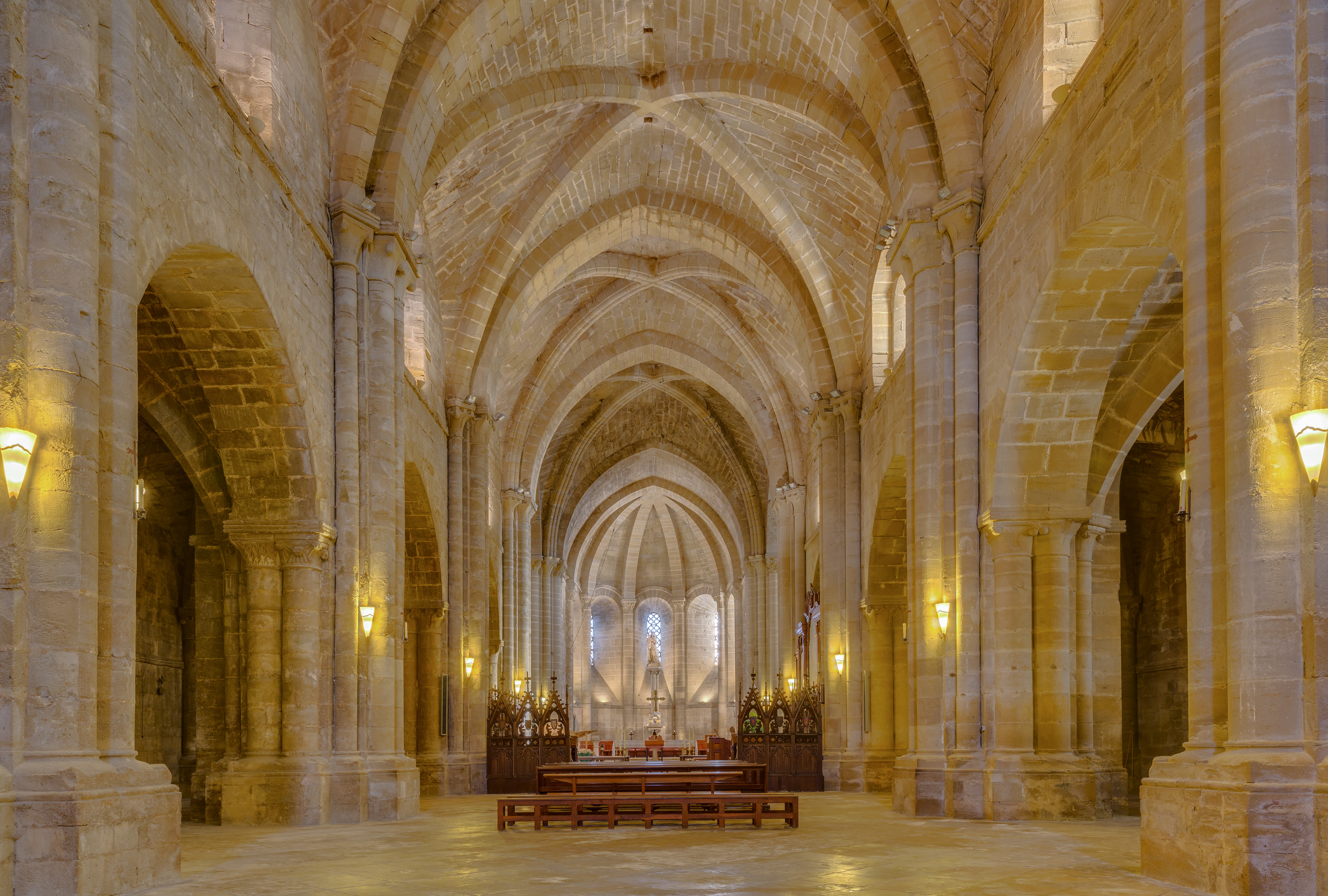
Església del monestir trapenc de Santa María de la Oliva

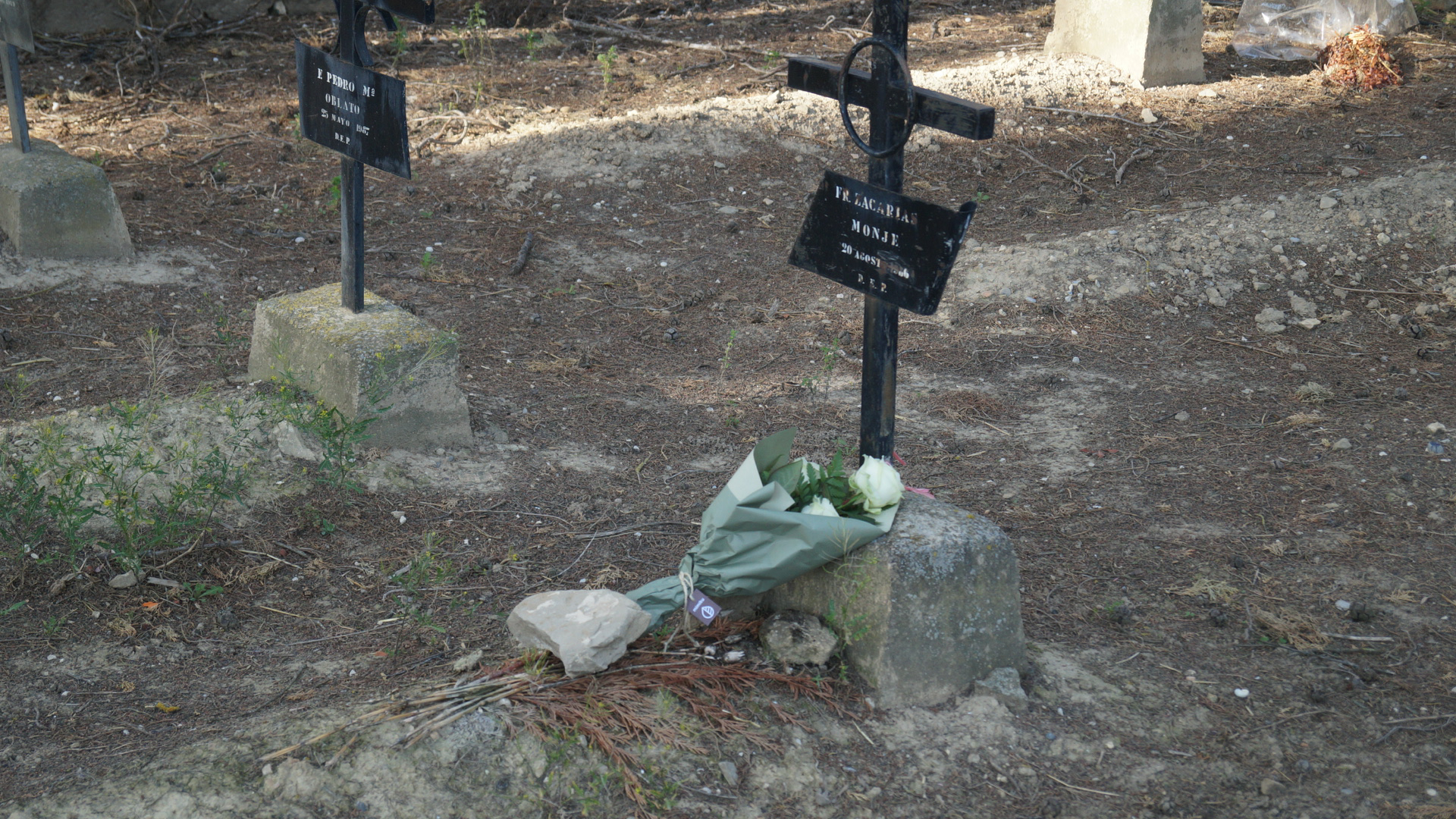
Sepultura del germà Zacarías a l'auster cementiri del Monestir de Santa María de la Oliva